# Monte Compatri

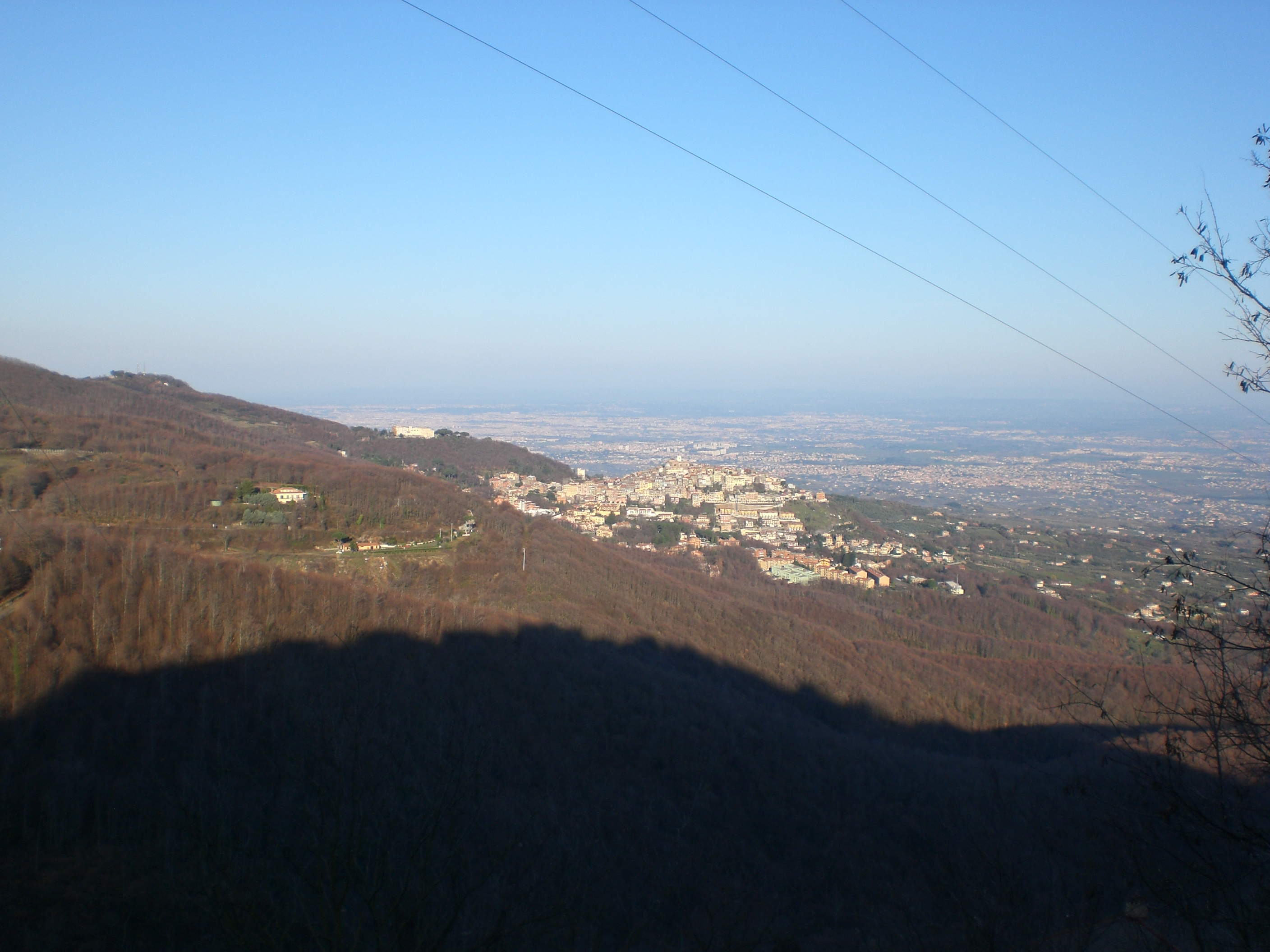
Monte Compatri in den Albaner Bergen

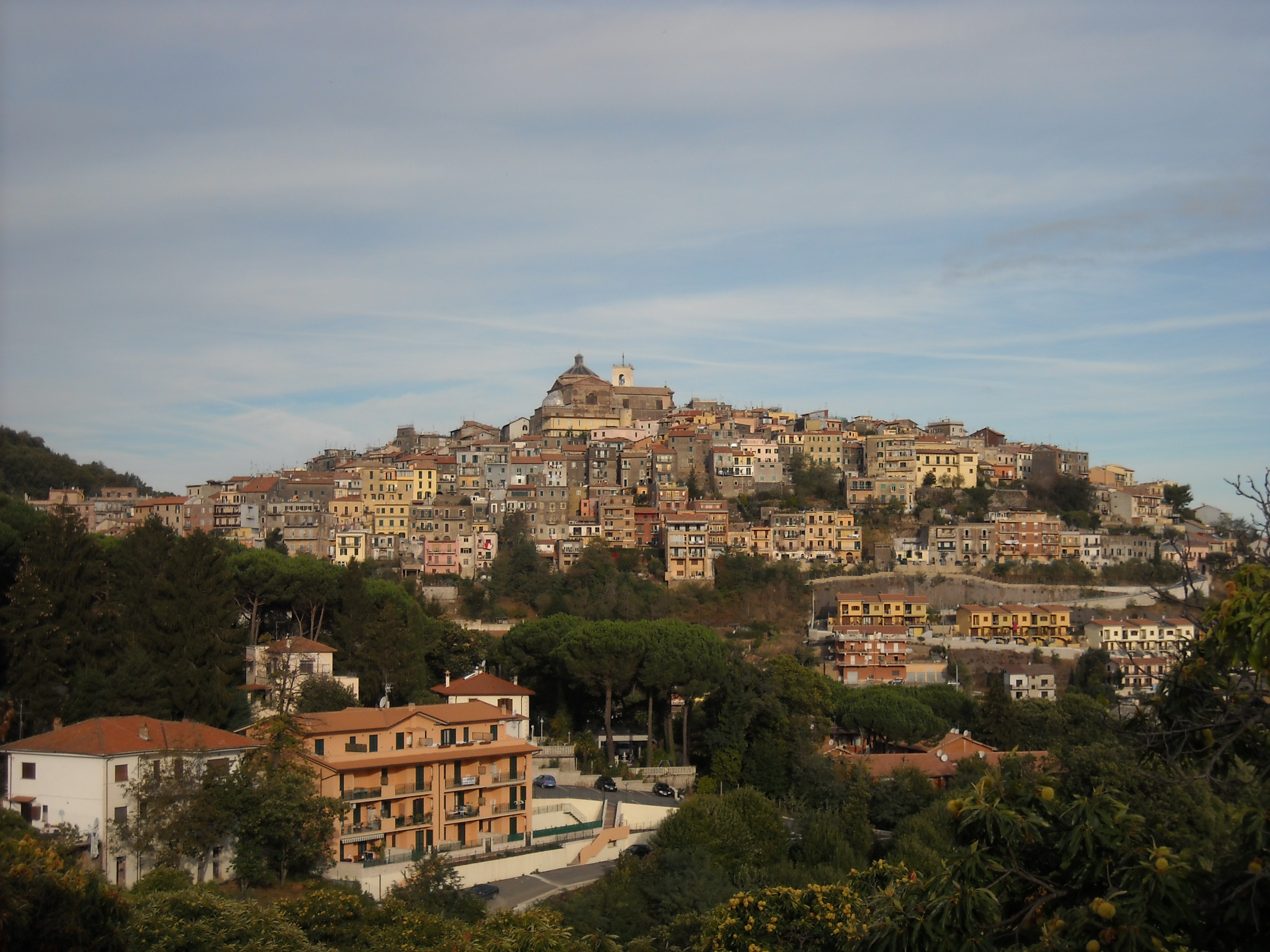

Monte Compatri ist eine italienische Gemeinde in der Metropolitanstadt Rom in der Region Latium mit 11.757 Einwohnern (Stand 31. Dezember 2023). Sie liegt 26 Kilometer östlich von Rom.

## Geographie
Monte Compatri liegt in den Albaner Bergen und gehört zu den Gemeinden der Castelli Romani.
Auf dem Gemeindegebiet befindet sich das Landgut Pantano Borghese, wo einst ein See zwischen der Via Casilina und der Via Prenestina vorhanden war, der mit dem legendären lacus Regillus gleichgesetzt wird. Bei ihm soll sich um das Jahr 495 v. Chr. eine Schlacht abgespielt haben, in der die Römer mit der Hilfe der beiden Dioskuren Castor und Pollux einen Sieg über andere Orte der Latiner errungen haben sollen.
Papst Paul V. aus der Familie Borghese ernannte 1605 seinen Neffen Marcantonio Borghese (1598–1658) zum erblichen Fürsten von Montecompatri. Der Palazzo der Familie Borghese beherbergt heute die Stadtverwaltung. 1613 erwarb die Familie ein Gut außerhalb, die Tenuta Pantano Borghese; im 19. Jahrhundert wurde dort der See trockengelegt, um fruchtbares Land zu gewinnen. Das Gut von 300 ha mit Ackerbau und Milchviehzucht gehört heute dem Landwirt Federico Cavazza, einem Enkel der Donna Livia Borghese.
In der weiteren Umgebung, rund um die Albaner Berge, liegen die in der Antike bedeutenden Orte Tusculum, Praeneste, Gabii, Velitrae, Lanuvium, Bovillae, Aricia.
Monte Compatri ist Mitglied der Comunità Montana dei Castelli Romani e Prenestini.

## Bevölkerung
| 1871 | 1901 | 1921 | 1951 | 1971 | 1991 | 2001 |
| ---- | ---- | ---- | ---- | ---- | ---- | ---- |
| 3030 | 4317 | 4802 | 5164 | 5398 | 7166 | 8121 |

## Politik
Mit der Wahl vom 11. Juni 2017 wurde Fabio D'Acuti (Lista Civica: Nuovi Orizzonti) zum Bürgermeister bestimmt.